# Särkänsaari (ö i Birkaland, Övre Birkaland)
Särkänsaari är en ö i Finland.   Den ligger i kommunen Virdois i den ekonomiska regionen  Övre Birkalands ekonomiska region  och landskapet Birkaland, i den sydvästra delen av landet, 240 km norr om huvudstaden Helsingfors.